# Prohydata dicata
Prohydata dicata là một loài bướm đêm trong họ Geometridae.